# Bauxit

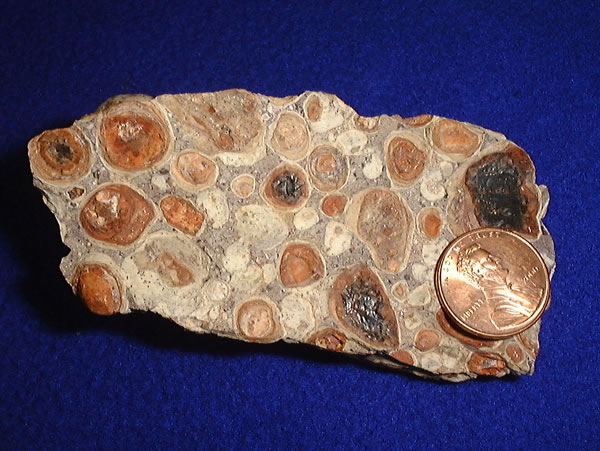
Bauxit, rajta egycentes érme

A bauxit heterogén üledékes kőzet, az alumíniumkohászat legfontosabb érce, ezen belül a timföld gyártásának alapanyaga, a timföld pedig az alumíniumgyártás kiinduló anyaga. A bauxitot felhasználják még a vaskohászatban salakképző adalékként, a (tűzálló) téglagyártásban, a korundgyártásban stb., de a világ bauxittermelésének körülbelül 95%-a alumíniumgyártásra fordítódik.

## Összetétele
A bauxit főleg alumíniumásványok (gibbsit [γ-Al(OH)3], böhmit [γ-AlO(OH)], diaszpor [α-AlO(OH)]), vasércek (hematit és goethit) valamint titánérc (anatáz) és kvarc keveréke, szilikátos agyagkőzetek átalakulásával keletkezik. Sűrűsége 2,9–3,3 kg/dm³. Két főtípusban fordul elő, az egyik a laterit- vagy szilikátbauxit, amelynek telepei trópusi-szubtrópusi klímaviszonyok között képződtek, a másik a karszt- vagy karbonátbauxit. Színe általában vöröses, a vastartalomtól függően a halvány rózsaszíntől a sötét téglavörösig terjed, de akár barna is lehet.
A két főtípus hozzávetőleges összetételét az alábbi táblázat mutatja:
| Összetétel       | Karszt bauxit      | Laterit bauxit |
| ---------------- | ------------------ | -------------- |
| Összetétel       | % vízmentes alapon |                |
| Al2O3            | 48–60              | 54–61          |
| SiO2             | 3–7                | 1–6            |
| Fe2O3            | 15–23              | 2–10           |
| TiO2             | 2–3                | 2–4            |
| CaO              | 1–3                | 0–4            |
| H2O (összevéve)  | 10–14              | 20–28          |
| Zn, V, C szerves | nyomelemekként     | –              |

## Előfordulása és bányászata
Mivel a bauxit leggyakrabban a földkéreg alkotórészeként található, világszerte a gazdaságilag legkedvezőbb, könnyen gépesíthető, nagy termelékenységű külszíni bányászatot alkalmazzák. Ha a bauxitréteg még nincs közvetlenül a felszínen, a földkéreg felső szintjét (a meddőt) letakarítják, hogy a bauxitréteg a felszínre kerüljön, majd külszíni fejtéssel kitermelik. A kitermelés után a bányaterületet rekultiválják, leggyakrabban az eltávolított fedőkőzetek és talajréteg visszatöltésével. Nagyobb mélység esetén mélyművelést alkalmaznak.

### 2017
Kitermelés 2017-ben 
| No. | ország         | bauxit (ezer tonna) |
| --- | -------------- | ------------------- |
| 1   | Ausztrália     | 83000               |
| 2   | Kína           | 68000               |
| 3   | Guinea         | 45000               |
| 4   | Brazília       | 36000               |
| 5   | India          | 19000               |
| 6   | Jamaica        | 9800                |
| 7   | Kazahsztán     | 5500                |
| 8   | Oroszország    | 5300                |
| 9   | Suriname       | 2700                |
| 10  | Venezuela      | 2200                |
| 11  | Görögország    | 2100                |
| 12  | Guyana         | 1800                |
| 13  | Vietnam        | 1000                |
| 14  | Indonézia      | 500                 |
|     | egyéb országok | 4762                |

### 2003
|    | Ország      | Éves termelés (millió tonna) |    | Ország                | Éves termelés (millió tonna) |
| -- | ----------- | ---------------------------- | -- | --------------------- | ---------------------------- |
| 1  | Ausztrália  | 56,3                         | 11 | Guyana                | 1,8                          |
| 2  | Brazília    | 20                           | 12 | Kazahsztán            | 1,2                          |
| 3  | Guinea      | 16,8                         | 13 | Ghána                 | 0,7                          |
| 4  | Jamaica     | 13,4                         | 14 | Indonézia             | 0,6                          |
| 5  | India       | 10                           | 15 | Irán                  | 0,4                          |
| 6  | Kína        | 8                            | 16 | Magyarország          | 0,3                          |
| 7  | Oroszország | 5,4                          | 17 | Törökország           | 0,2                          |
| 8  | Suriname    | 3,5                          | 18 | Franciaország         | 0,2                          |
| 9  | Venezuela   | 2,7                          | 19 | Szerbia és Montenegró | 0,2                          |
| 10 | Görögország | 2,4                          | 20 | Románia               | 0,1                          |
|    |             |                              |    |                       |                              |

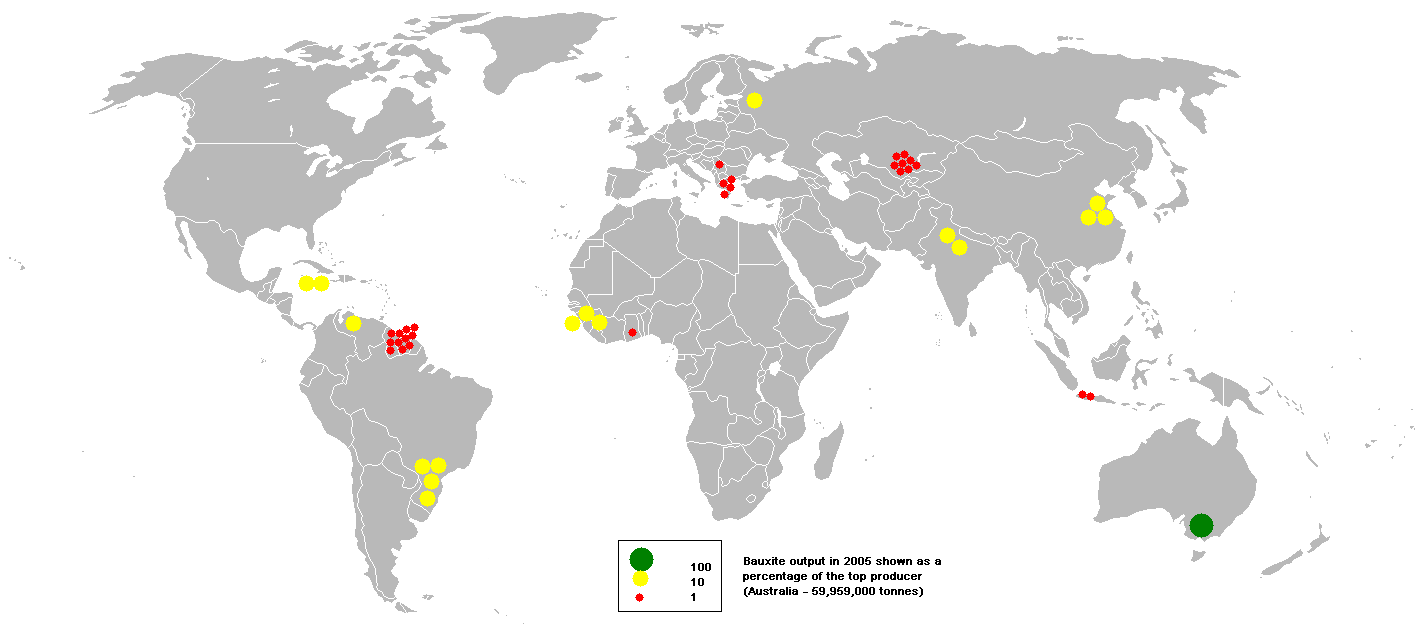
A világ bauxitkitermelése (2005)

A világ fő bauxitlelőhelye Ausztrália, ahol Queenslandben a világ egyik legnagyobb bányavállalatához, a Rio Tinto csoporthoz tartozó Comalco foglalkozik a bauxit kinyerésével, a Rio Tinto más részlegei pedig annak feldolgozásával, valamint hasznosításával.

## Az alumínium előállítása
A bauxitot először tiszta timfölddé alakítják Bayer-eljárással. Ennek lényege, hogy magas hőmérsékleten nátrium-hidroxiddal oldják ki az alumíniumvegyületeket. A keletkezett aluminátlúgot ülepítéssel szétválasztják a fel nem oldott vörösiszaptól (ez utóbbi színét a vas-oxidtól kapja). Ezután az oldatból hűtéssel kiválasztják az alumínium-hidroxidot. Ezt szűrik, majd csőkemencében timfölddé alakítják. Ezután a timföldet az olvadáspont csökkentése céljából kriolit (nátrium-alumínium hexafluorid) ásvánnyal keverve elektrolízissel tiszta alumíniummá redukálják. A folyamat neve: Hall–Héroult-eljárás.

## Története
A bauxitot 1821-ben Pierre Berthier [ejtsd [pjɛʁ bɛʁtje]) francia geológus fedezte fel a dél-franciaországi Les Baux (kiejtése: [le bo]), ma Les Baux-de-Provence település közelében, neve innen ered. Miután a francia bauxitbányák úgyszólván kimerültek, az ország 1991-ben szinte teljesen beszüntette bányászatát. Jelenleg a világ vezető bauxittermelője Ausztrália, Guinea és Brazília. A világ éves össztermelése kb. 140 millió tonna. Világpiaci ára 130–170 $/tonna.

## A bauxit Magyarországon

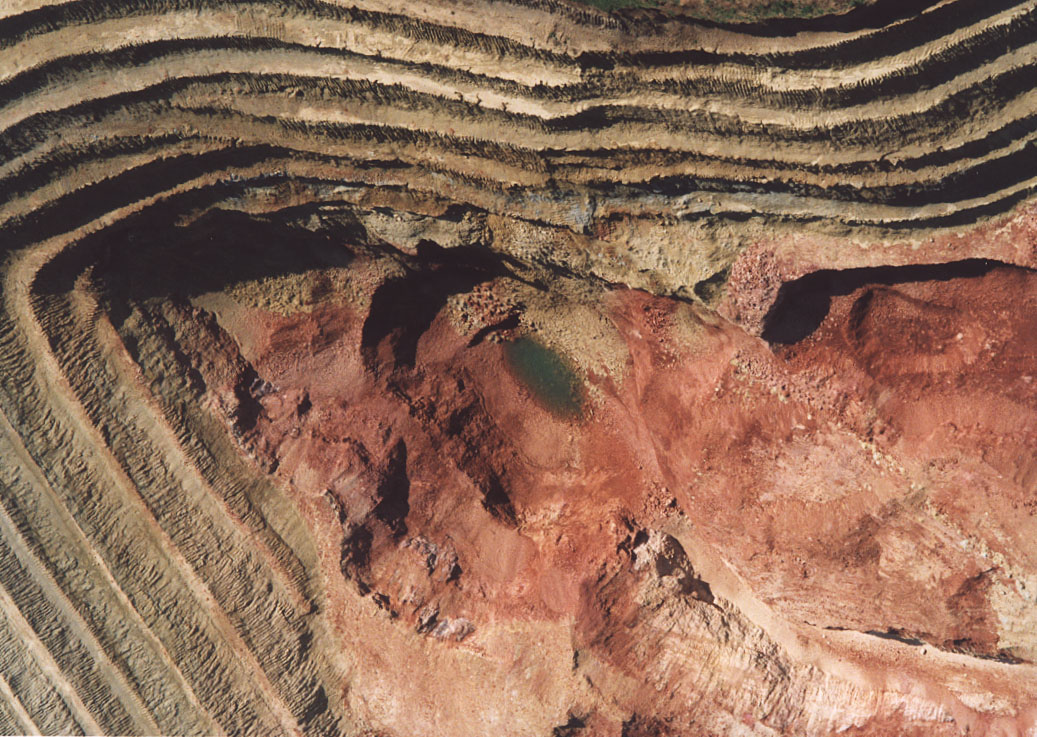
A felhagyott külszíni bauxitbánya Gánton

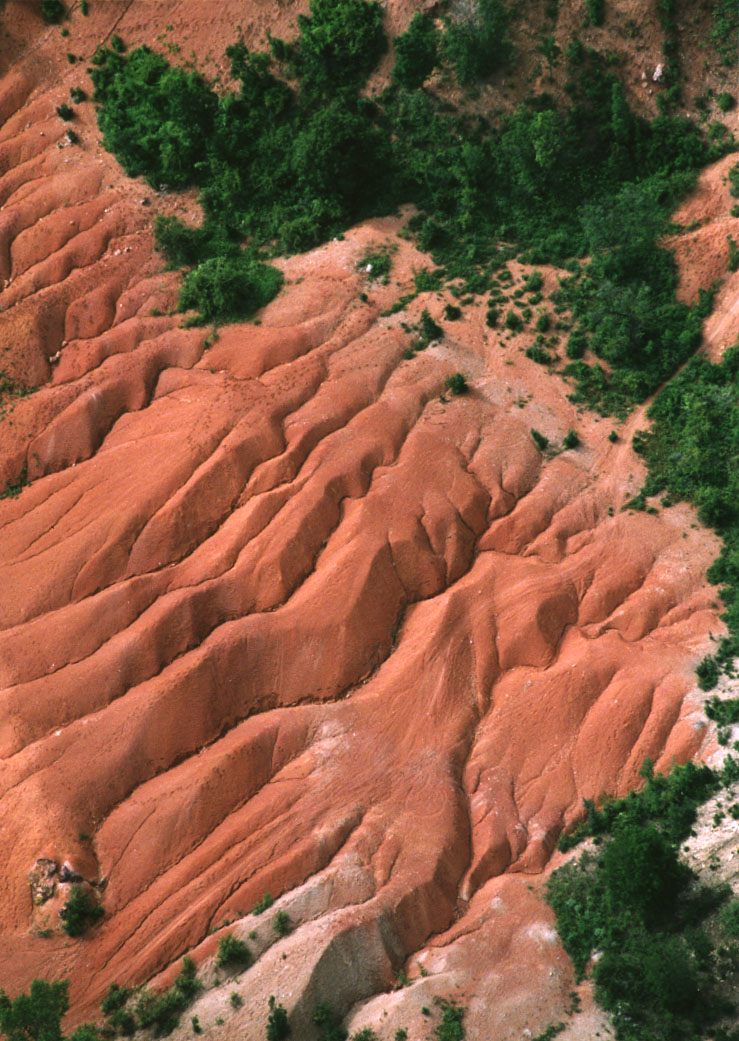
A bauxitbányászat maradványai, törmelékhegyek Gánton

Magyarországon karsztbauxit-telepek fordulnak elő. A magyarországi bauxitbányászat Gánt külszíni bányájában 1925-ben kezdődött meg, az első bauxitkitermelő vállalatok megjelenésével.
A magyarországi bauxitbányászat kedvezőtlen adottságokkal bír. Az aránylag kis földrajzi területen talált előfordulások geológiai, hidrogeológiai sajátosságai jelentősen eltérnek egymástól. A hazai ásványvagyon minősége – melyet az Al2O3- és SiO2-tartalom hányadosában szoktak kifejezni – közepes. 1962-ben létrejött a Magyar–Szovjet Timföld-Alumínium Egyezmény, ami jelentősen elősegítette az alumíniumtermelés fejlődését. Magyarország az 1980-as években a világ 8. számú bauxittermelője volt. A magyar bauxitbányászat visszafejlesztése 1989-ben kezdődött. A hanyatlásban külső és belső okok (a bauxit és timföldigények csökkenése, a KGST összeomlása, a szigorúbb környezetvédelmi követelmények és a világpiaci válság) egyaránt szerepet játszottak. Mára egyetlen bauxittermelő vállalat maradt hazánkban, a Bakonyi Bauxitbánya Kft., amely a kis vállalatok összevonásával jött létre. 1996-ban privatizálták és 2017-ben felszámolás alá került.

## A bauxitfeldolgozás környezeti következményei
A bauxit Bayer-eljárás alapú feldolgozása során nátronlúgot, azaz nátrium-hidroxidot alkalmaznak. Ennek során egy erősen lúgos közeg, vörösiszap (11–12 pH) keletkezik. A lúg bázisos hatása révén közismert tisztítószerként használható fel a háztartásokban, viszont környezeti hatásait tekintve a vörösiszap erősen romboló hatást fejthet ki az őt körülvevő környezetre. Mivel Magyarországon a vörösiszapot nem dolgozzák fel, csupán hatalmas lerakókban raktározzák, így e lúgos melléktermék újrafelhasználása itthon egyáltalán nem megoldott. A bauxit feldolgozása során keletkező vörösiszap lerakók problémája világszerte sem nyert teljes feloldozást, bár sok helyütt újrafeldolgozás révén értékes fémeket és más termékeket vonnak ki belőle. Az ajkai vörösiszap-katasztrófa a hazai alumínium-, ezzel együtt a hazai bauxitfeldolgozás igen rossz emlékű tragédiája, ezzel együtt a legnagyobb eddig ismeretes hazai ipari katasztrófa, amely igencsak beárnyékolja Magyarország rendszerváltást követő ipari pályafutását, valamint felvet nem kevés itthoni természetvédelmi és környezetvédelmi kérdést is.